# 福岡県庁
福岡県庁（ふくおかけんちょう、英: Fukuoka Prefectural Government）は、地方公共団体たる福岡県の行政機関。

## 概要
福岡県庁は長らく福岡市中央区の天神に置かれていたが、亀井光が知事であった1981年に、現在の東公園地区へ移転した。移転の主だった理由としては、福岡県が九州の中心となり県組織が大きくなる中、特に福岡市の都市化が急速に進み、老朽・狭隘化した県庁を建て替えようにも都心部では十分な土地を確保することが難しかったことが挙げられる。なお、跡地はアクロス福岡・天神中央公園として整備された。
警察棟には警察庁の九州管区警察局も入っており、一部の分野で県警察と運用を一体化させている。
近年は、財政再建や行政の効率化を目的として、知事部局や出先機関の再編を進めている。

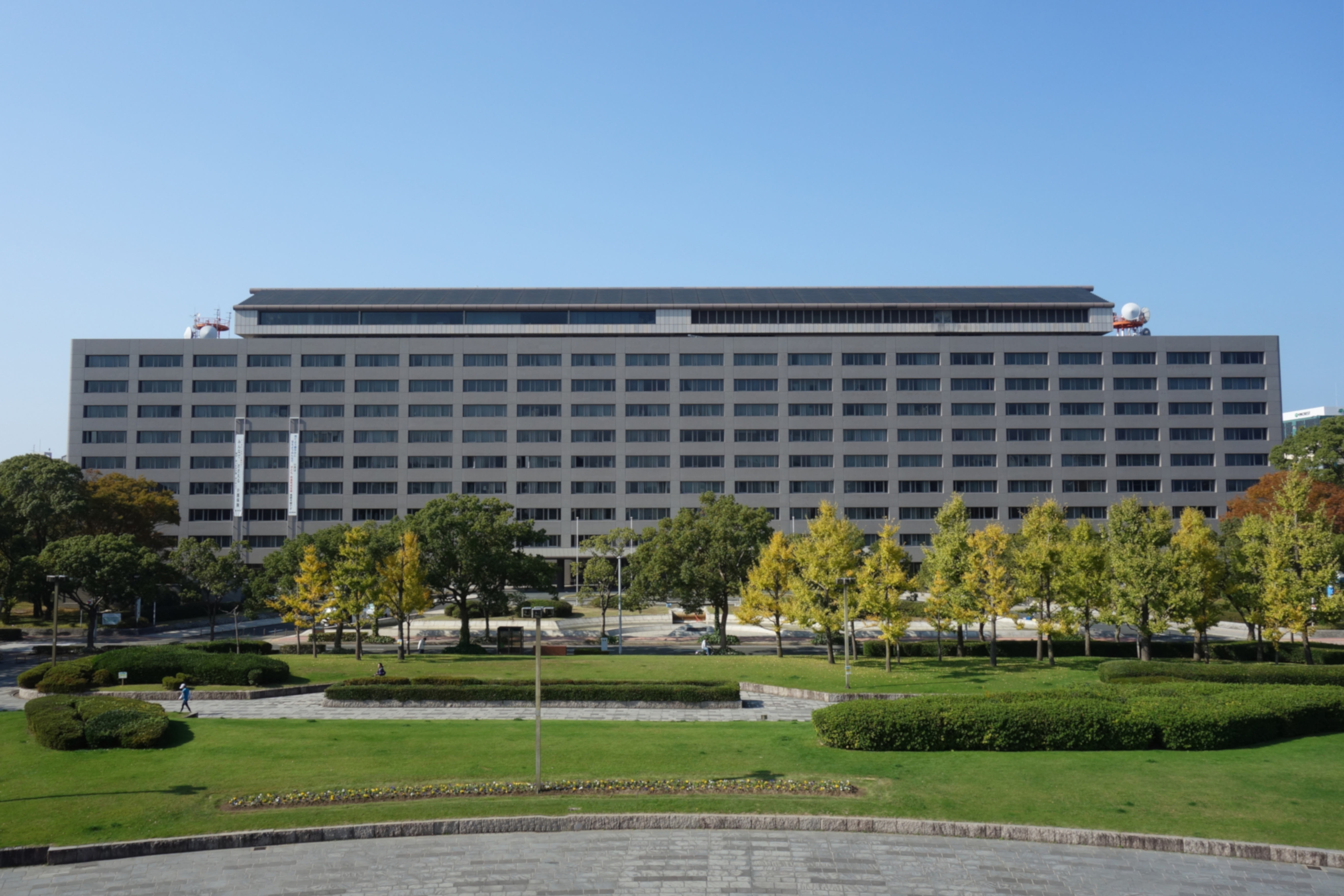
行政棟
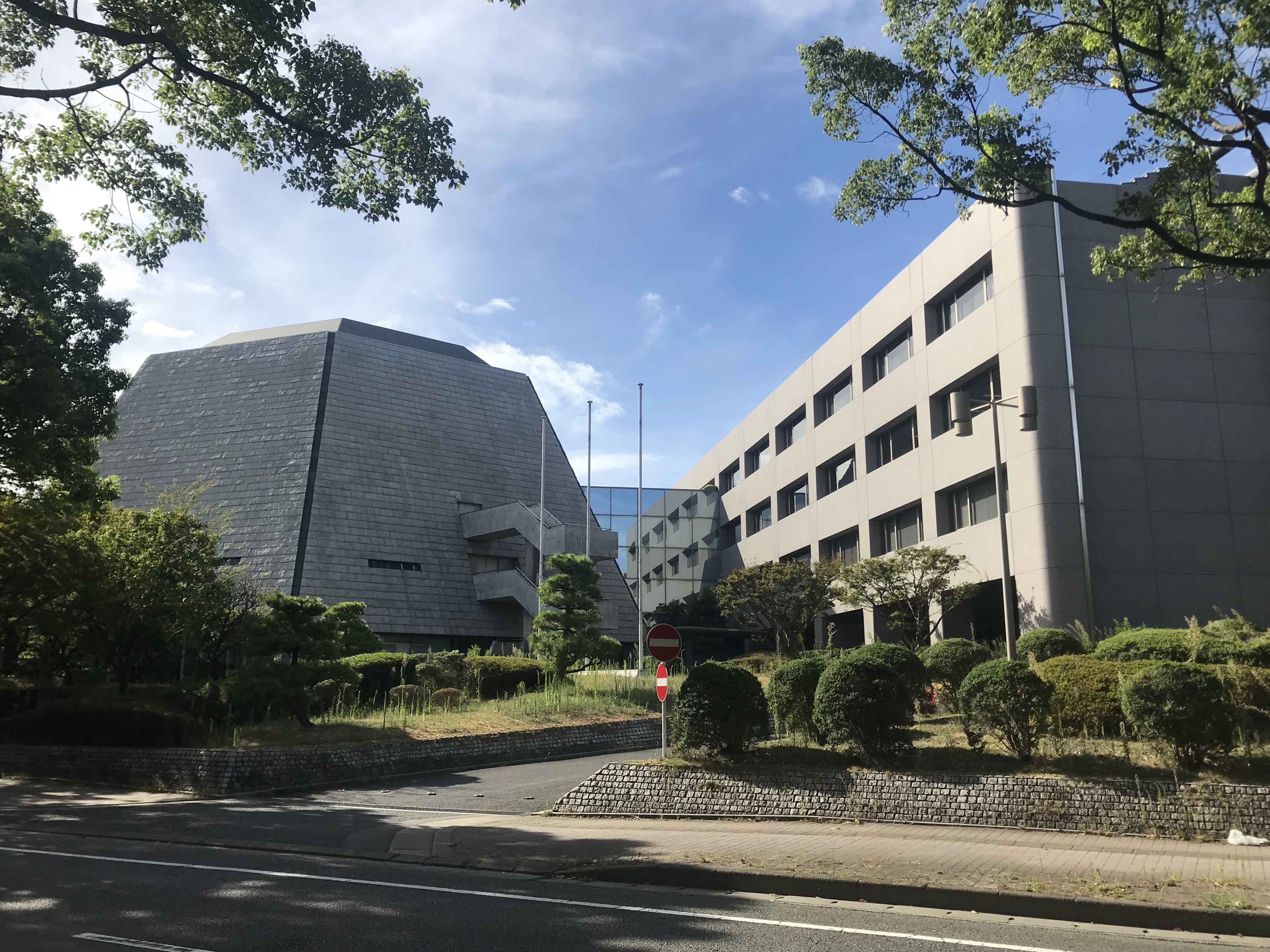
議会棟(右が事務棟、左が議場棟)
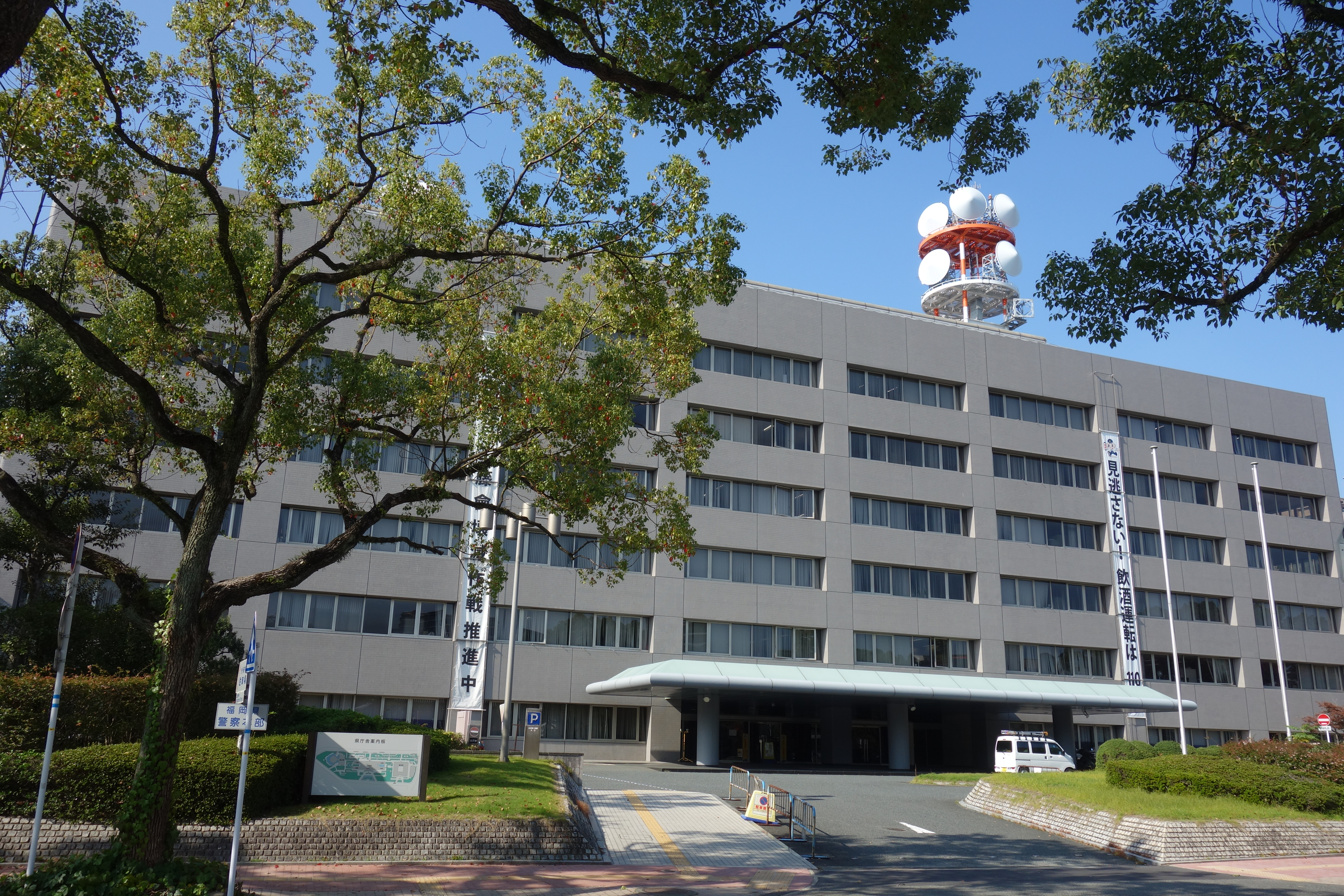
警察棟

## 組織
[表示]をクリックすると一覧を表示
- 知事
  - 副知事
    - 秘書室
    - 総務部
      - 行政経営企画課
      - 人事課
      - 財政課
      - 税務課
      - 財産活用課
      - 県民情報広報課
      - 総務事務厚生課
      - 防災危機管理局防災企画課
      - 防災危機管理局消防防災指導課

    - 企画・地域振興部
      - 総合政策課
      - 情報政策課
      - 調査統計課
      - 交通政策課
      - 市町村振興局政策支援課
      - 市町村振興局行財政支援課
      - 空港対策局空港政策課
      - 空港対策局空港事業課
      - 国際局国際政策課
      - 国際局地域課

    - 人づくり・県民生活部
      - 社会活動推進課
      - 文化振興課
      - 男女共同参画推進課
      - 生活安全課
      - 私学振興・青少年育成局政策課
      - 私学振興・青少年育成局私学振興課
      - 私学振興・青少年育成局青少年育成課
      - スポーツ局スポーツ企画課
      - スポーツ局スポーツ振興課

    - 保健医療介護部
      - 保健医療介護総務課
      - 健康増進課
      - がん感染症疾病対策課
      - 生活衛生課
      - 医療指導課
      - 薬務課
      - 医療保険課
      - 高齢者地域包括ケア推進課
      - 介護保険課

    - 福祉労働部
      - 福祉総務課
      - 子育て支援課
      - 児童家庭課
      - 障がい福祉課
      - 保護・援護課
      - 労働局労働政策課
      - 労働局新雇用開発課
      - 労働局職業能力開発課
      - 人権・同和対策局調整課

    - 環境部
      - 環境政策課
      - 環境保全課
      - 循環型社会推進課
      - 廃棄物対策課
      - 監視指導課
      - 自然環境課

    - 商工部
      - 商工政策課
      - 中小企業振興課
      - 新事業支援課
      - 中小企業技術振興課
      - 新産業振興課
      - 自動車・水素産業振興課
      - 工業保安課
      - 企業立地課
      - 観光局観光政策課
      - 観光局観光振興課

    - 農林水産部
      - 農林水産政策課
      - 農山漁村振興課
      - 食の安全・地産地消課
      - 団体指導課
      - 輸出促進課
      - 福岡の食販売促進課
      - 園芸振興課
      - 水田農業振興課
      - 経営技術支援課
      - 畜産課
      - 農村森林整備課
      - 林業振興課
      - 水産局漁業管理課
      - 水産局水産振興課

    - 県土整備部
      - 県土整備総務課
      - 企画課
      - 用地課
      - 道路維持課
      - 道路建設課
      - 河川管理課
      - 河川整備課
      - 港湾課
      - 砂防課
      - 水資源対策課

    - 建築都市部
      - 建築都市総務課
      - 都市計画課
      - 建築指導課
      - 公園街路課
      - 下水道課
      - 住宅計画課
      - 県営住宅課
      - 営繕設備課

    - 会計管理局
      - 会計課

## 行政広報放送番組
定期的に見直しを行っている。2013年4月にテレビ番組は一新された。なおテレビ番組については著作権処理を施した上で県のサイト「ふくおかインターネットテレビ」で過去の放送分が公開されている。
ふくおか暮らしに＋（プラス）
九州朝日放送テレビ　金曜 13:55-14:00
優&舞の 知っトク！ふくおか
福岡放送テレビ　土曜 11:55-12:00
福岡県庁知らせた課
RKB毎日放送テレビ　日曜 16:54-17:00
ふくおかにリンク(LinQ)
テレビ西日本　日曜 8:55-9:00
福岡県だより
エフエム福岡　月曜・木曜 9:35頃-9:40頃（『MORNING JAM』内）